# Arne Duncan
Arne Starkey Duncan (6 de novembro de 1964) é um educador norte-americano que atuou como Secretário de Educação dos Estados Unidos e diretor executivo das escolas públicas de Chicago. Ele é o fundador de uma organização sem fins lucrativos que visa reduzir a violência armada.
Duncan é atualmente membro sênior da faculdade de políticas públicas da Universidade de Chicago.

## Infância e educação
Duncan foi criado em Hyde Park, um bairro de Chicago. Ele é filho de Susan Goodrich (nascida Morton) e Starkey Davis Duncan Jr. Seu pai era professor de psicologia na Universidade de Chicago e sua mãe dirige o Centro Infantil Sue Duncan, uma organização sem fins lucrativos que oferece programas extracurriculares para crianças de todas as idades.
Duncan frequentou a Universidade de Chicago e mais tarde o Harvard College, onde jogou no time de basquete e se formou magna cum laude em 1987 com um diploma de bacharel em sociologia. Sua tese de último ano, para a qual realizou pesquisas no bairro de Kenwood, intitulava-se "Os valores, aspirações e oportunidades da subclasse urbana".

## Carreira
Depois de se formar, Duncan jogou basquete profissional por vários anos até 1991. Em 1992, o amigo de infância e investidor John W. Rogers Jr., nomeou Duncan como diretor da Ariel Education Initiative, um programa que orienta crianças em escolas primárias com piores desempenhos e, em seguida, auxilia-as à medida que avançam na educação. Depois que o programa acabou em 1996, Duncan e Rogers abriram a Ariel Community Academy. Em 1999, ele foi nomeado vice-chefe de gabinete do CEO das Escolas Públicas de Chicago, Paul Vallas.
O prefeito Richard M. Daley nomeou Duncan para atuar como diretor executivo das escolas públicas de Chicago em 26 de junho de 2001. Como CEO, ele foi responsável pela implementação da iniciativa Renaissance 2010, que visava criar 100 novas escolas até 2010, e atuou como porta-voz.
As opiniões variam sobre seu trabalho como CEO. Em 2009, Kathleen Kingsbury, da Time, observou melhores pontuações nos testes. Jitu Brown, Rico Gustein e Pauline Lipman escreveram um artigo de 2009 publicado pela Rethinking Education que argumentava que as melhorias feitas no sistema escolar eram em grande parte um mito, e que expressava preocupação com o fechamento de escolas do bairro e sua substituição por escolas autônomas, o que eles descreveram como militarização das escolas.

### Secretário de Educação dos EUA
Duncan foi nomeado secretário de Educação dos EUA pelo presidente Barack Obama e confirmado pelo Senado em 20 de janeiro de 2009. Uma das iniciativas dele como secretário foi um prêmio de US$ 4 bilhões para o "Race to the Top", uma competição para estimular e recompensar a inovação e as reformas no ensino fundamental e médio. Ele pede que os estados concorram apresentando reformas, como a expansão das escolas autônomas e a avaliação dos professores em parte pelo desempenho de seus alunos em testes padronizados.

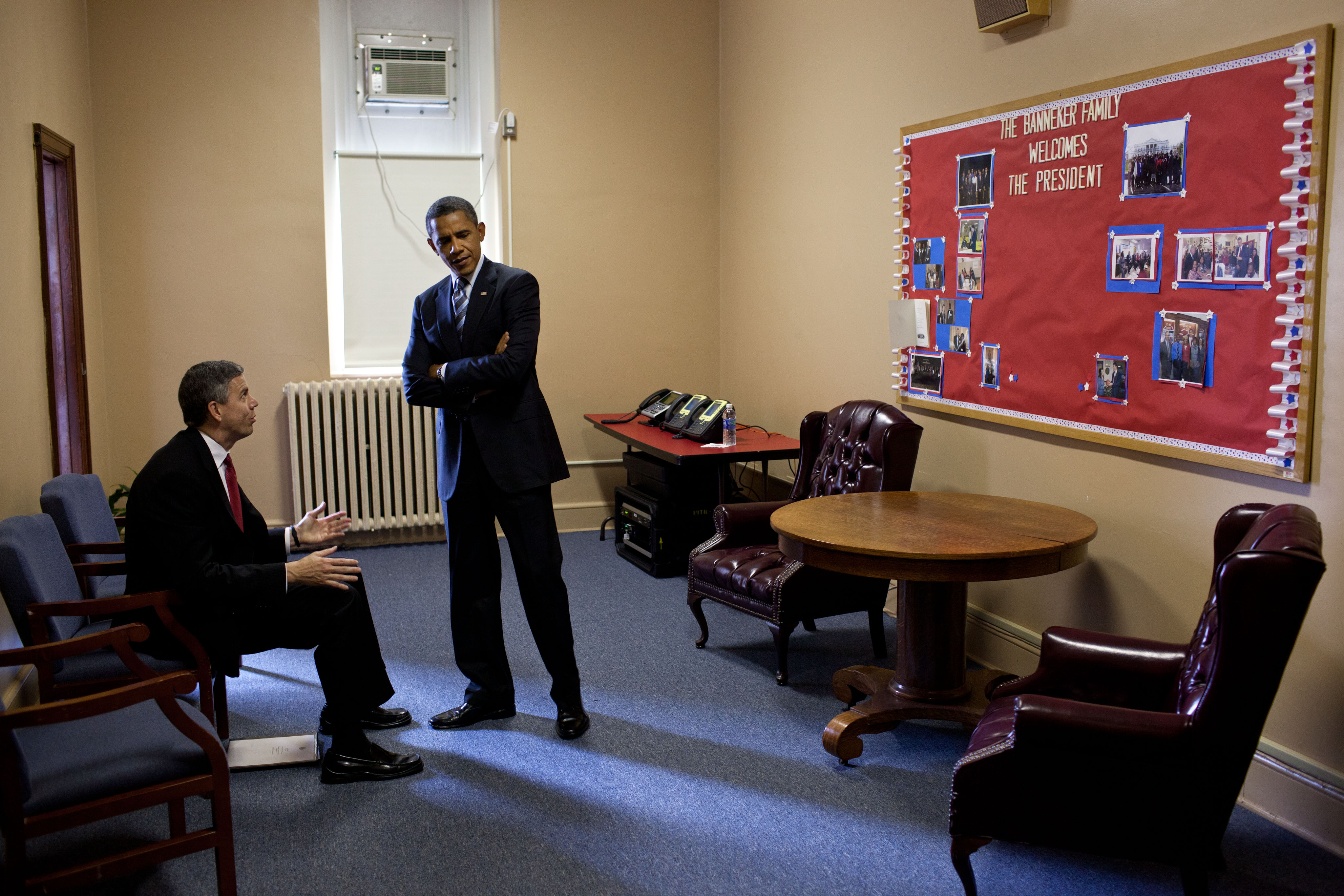
Duncan conversando com Barack Obama antes dele discursar em uma escola de ensino médio em Washington, DC, em setembro de 2011

Em 4 de julho de 2014, a Associação Nacional de Educação, o maior sindicato de professores dos Estados Unidos, aprovou uma resolução de "não confiança" para Duncan e pediu sua renúncia.
Em 13 de julho de 2014, a Federação Americana de Professores aprovou uma resolução pedindo que Duncan renuncie se ele não fizesse mudaças. O "plano de melhoria" exigiria que o secretário promulgasse as recomendações de equidade de financiamento e revisasse o "Race To The Top", além de "promover em vez de questionar" professores e funcionários das escolas.
Em 2 de outubro de 2015, Duncan anunciou que deixaria o cargo no final de 2015, para ser sucedido por John King Jr. A mídia afirmou que seu mandato foi marcado por uma "vontade de mergulhar de cabeça no acalorado debate sobre o papel do governo na educação".

### Depois da Secretaria de Educação
Em março de 2016, Duncan anunciou que se juntaria ao grupo educacional Emerson Collective, com sede em Palo Alto, como sócio-gerente.
Em 2017, foi nomeado membro sênior da faculdade de políticas públicas da Universidade de Chicago.
Seu livro de 2018, How Schools Work: An Inside Account of Failure and Success From One of the Nation's Longest-Serving Secretaries of Education, detalha seu trabalho em impulsionar o padrão Common Core e discute exemplos de alunos que estão muito abaixo do nível de educação necessário para cursar a faculdade.
Em janeiro de 2022, Duncan manifestou interesse em concorrer a prefeito de Chicago nas eleições para prefeito de Chicago em 2023. Em março de 2022, ele anunciou que havia decidido não concorrer.

## Vida pessoal
Duncan conheceu sua esposa, Karen Leanne Duncan, natural da Tasmânia, durante uma viagem para Áustralia. Seus filhos são Claire e Ryan.

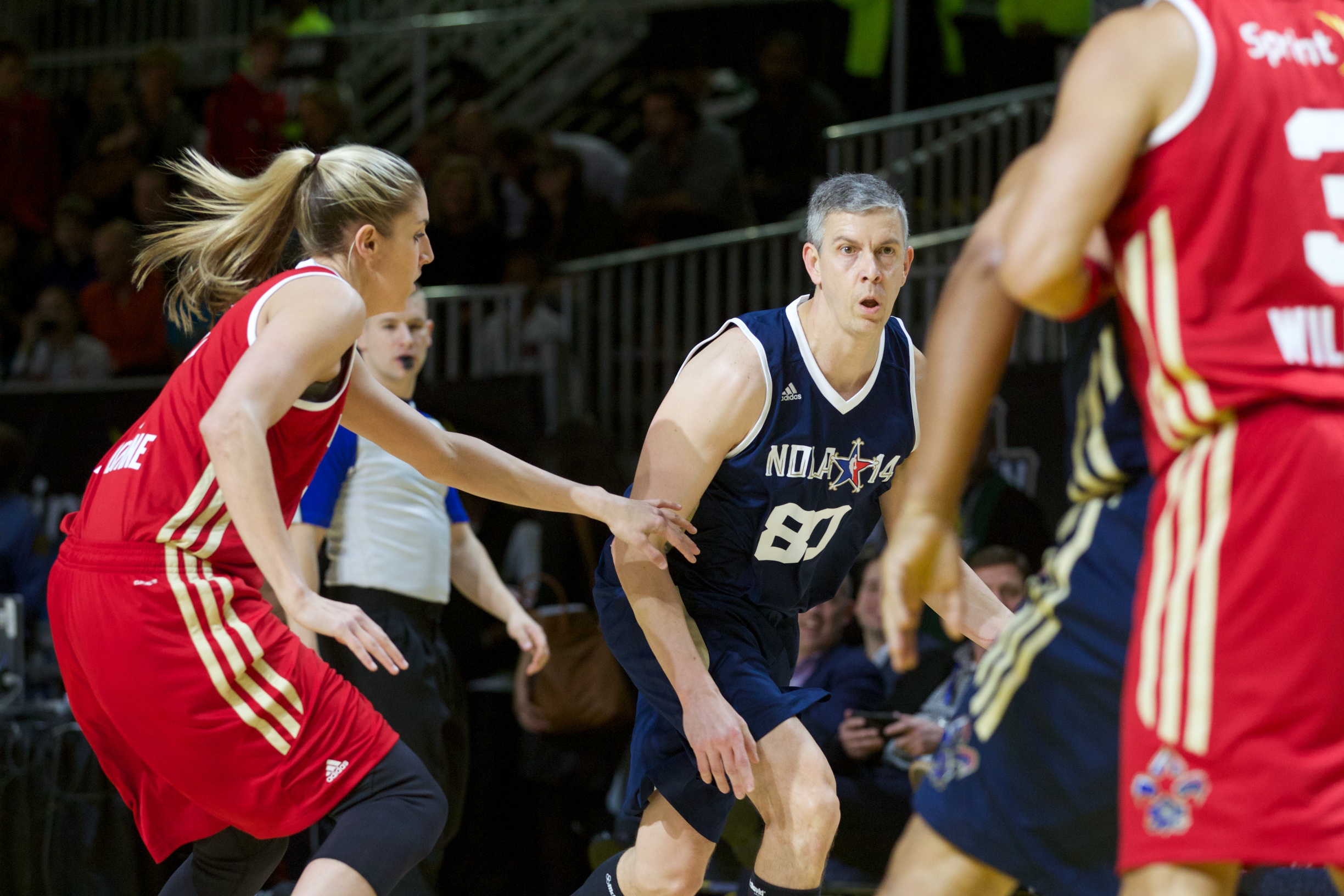
Duncan jogando em 2014

Enquanto em Harvard, Duncan foi co-capitão do time de basquete do colégio. De 1987 a 1991, ele jogou basquete profissional, principalmente na Austrália, com equipes como o Eastside Spectres de Melbourne, da Liga Nacional de Basquete da Austrália. Duncan também participou do All-Star Weekend Celebrity Games da NBA de 2012, 2013, 2014 e 2020. O comediante Kevin Hart concedeu o prêmio de 2014 do jogo das celebridades para Duncan (20 pontos, 11 rebotes, 6 assistências).
Em 11 de maio de 2014, ele foi membro da equipe do Campeonato Masculino de Basquetebol 3x3 dos EUA. A equipe de Duncan, Jitim Young, Thomas Darrow e Craig Moore se classificou para representar os Estados Unidos em Moscou, Rússia, no Campeonato Mundial de 24 países da FIBA 3x3 de 5 a 8 de junho. A agenda de Duncan não permitiu que ele participasse, mas a equipe terminou em 9º lugar no torneio de 24 equipes.

## Imagem pública
Dirigindo-se a um grupo de superintendentes escolares no final de 2013, Duncan afirmou que achava "fascinante" que parte da oposição à iniciativa Common Core veio de "mães brancas suburbanas que - de repente - descobriram que seus filhos não são tão brilhantes quanto elas pensavam que eram, e sua escola não é tão boa quanto elas pensavam que eram." Isso provocou indignação entre diferentes facetas da sociedade, desde a "mãe suburbana branca que se sente marginalizada e incompreendida", o "pai não branco que quer saber por que todo mundo está tão chateado" até o "pai não branco que quer que Arne Duncan saiba que ele também odeia o Common Core".
Em 2021, Duncan apoiou Deborah Kerr, sua ex-professora do ensino médio, na corrida não partidária para Superintendente de Instrução Pública de Wisconsin. Embora ele não tenha vínculos diretos com Wisconsin, afirma: "Tive a sorte de ter a Dra. Kerr como professora do ensino médio, seu cuidado com os alunos é evidente... Wisconsin precisa de uma líder forte neste papel e estou emocionado que este estado tenha a chance de tê-la como sua próxima superintendente estadual". Ao lado da senadora estadual Lena Taylor de Milwaukee, Duncan foi um dos poucos democratas proeminentes a apoiar Kerr. Uma autoproclamada democrata, Kerr foi amplamente apoiada pelos conservadores e pelo Partido Republicano do estado devido ao seu apoio ao ensino alternativo, enquanto sua oponente Jill Underly obteve apoio significativo do Partido Democrata do estado e dos sindicatos de professores.

## Publicações
- How Schools Work: An Inside Account of Failure and Success From One of the Nation's Longest-Serving Secretaries of Education. [S.l.]: Simon & Schuster. 2018. ISBN 978-1-5011-7305-9

## Ligaçoes externas
- Media relacionados com Arne Duncan no Wikimedia Commons
- Biografia no Departamento de Educação dos Estados Unidos
- Vídeos no C-SPAN
- Coleção de notícias e comentários de ou sobre Arne Duncan (em inglês) no The New York Times
- Obras de ou sobre Arne Duncan (em inglês) nas bibliotecas do catálogo WorldCat